# Forte de D. Luís I
O Forte Rei D. Luís I ou simplesmente Forte D. Luís I, também referido como Forte de Caxias, Prisão de Caxias e Forte-Prisão de Caxias, localiza-se na freguesia de Caxias, município de Oeiras, distrito de Lisboa, em Portugal.

## História
Integrante do Campo Entrincheirado de Lisboa, foi iniciado em 1879 com o nome de Forte de Caxias, sendo concluído em 1886.
Em 1901 recebeu o nome de Forte Rei D. Luís I, em homenagem ao falecido soberano, D. Luís I de Portugal.
Em 1916 passou a ser utilizado como estabelecimento prisional, ali sendo detidos soldados insubordinados do Regimento de Infantaria N.º 1. No ano seguinte, recebe assaltantes de mercearias (maio de 1917), grevistas da construção civil (9 a 18 de julho), e 63 dos 84 funcionários dos telégrafos-postais (3 a 12 de setembro) em greve desde 1 de setembro de 1917, solidários com os seus 900 colegas detidos a bordo do navio "Lourenço Marques", nas águas do rio Tejo.
Com a implantação do Estado Novo Português, o reduto sul do forte passou a ser utilizado como prisão política (24 de janeiro de 1935), tendo se destacado como a que maior número de presos políticos acolheu até à sua desativação com a Revolução dos Cravos (1974). A  fuga mais emblemática ocorreu a 4 de Dezembro de 1961, quando oito dirigentes e militantes do PCP (designadamente Domingos Abrantes, que em 2013 contou, no Museu do Caramulo, os detalhes da fuga) ali presos conseguiram escapar utilizando um Chrysler Imperial blindado que estivera ao serviço de Salazar. 
Em pleno período do PREC e após a falhada Manifestação de 28 de Setembro de 1974, esteve ao serviço da COPCON para prender políticos de direita.
O forte foi cedido à Direcção-Geral dos Serviços Prisionais em dezembro de 1988, tendo entrado em funcionamento, nessa data, o Reduto Norte. O Reduto Sul, após obras de adaptação, entrou em funcionamento em 1995.

## Características
Na sua origem, era uma fortificação permanente, que compreendia dois redutos: Norte e Sul.
Atualmente no Reduto Sul, para além dos alojamentos dos reclusos, está instalada ma enfermaria - que serve todo o Estabelecimento Prisional -, gabinetes médicos, refeitório e copa, para além de uma biblioteca, um ginásio, salas de aula, dois recreios, campos de jogos, alojamento dos guardas e estruturas de apoio.